# 张竞生
张竞生（1888年—1970年6月18日），原名張江流、字公室，中国社会学家、美学家，中国现代性教育先驱，與藝術家劉海粟、音樂家黎錦暉並稱舊上海“三大文妖”。

## 生平
1888年，张竞生生於廣東省饶平县浮滨镇大榕铺。自1907年起，先后就读于黄埔陆军小学、上海震旦學院及京师大学堂。
1910年，汪精卫刺杀清摄政王载沣未遂被捕，张竞生假扮其亲戚为其送信。1911年，辛亥革命爆发，他被孙中山委任为南北议和南方代表团秘书。
1912年，他与宋子文、杨杏佛等25人作为中华民国临时政府稽勋局选派的第一批官费生出洋留学。张竞生前往法国，並於1916年在巴黎大学毕业，获文学学士學位。1919年，他以《关于卢梭古代教育起源 理论之探讨》论文答辩，获里昂大学哲学博士，也是饶平乃至潮汕地区的有史以來的第一个博士。
1920年，张竞生归国出任当时位于潮州市的金山中学之校长，因改革而触犯当地势力，仅任职9个月。1921年，任北京大学哲学教授，因著《性史》为传统观念所不容被解聘。
1926年，张竞生在上海擔任开明书店总编辑，並创办“美的书店”，但后遭查抄封闭。1929年，到杭州讲学，又被以“性宣传”罪拘留；于是，他再次前往歐洲進行研究，并从事译著工作。1933年，回国应邀擔任广东实业督办，主编《广东经济建设》月刊，并回到饶平发动群众建设。1935年，出任广东省参议和广州经济委员。1937年，回到饶平创办学校。
1953年，张竞生写下13000字的《我的几点意见》，並上书中共首脑，提倡科学地节制生育，但未被采纳。在文化大革命期间，遭迫害和批斗。1970年6月18日，在饶平县漳溪镇贫病交迫而死。

## 影響與評論
1920年，张竞生向陈炯明提出节制生育之構想，遭譏“神经病”。
1925年，他在《晨报副刊》上发表“爱情的四项定则”：一、爱情是有条件的；二、爱情是可比较的；三、爱情是可以变迁的；四、夫妻为朋友之一种；該作品引發眾人議論，梁启超、鲁迅、许广平等60多人撰文参與讨论。
1926年，他出版《性史》第一集，引起輿論譁然，他甚至因此被称为“卖春博士”。

## 著作
- 《性史》[6]
- 《爱情定则》
- 《美的社会组织法》
- 《美的人生观》
- 《张竞生文集》
- 《忏悔录》（翻譯）